# Königstiger
Der Königstiger (Panthera tigris tigris), auch Bengal-Tiger oder Indischer Tiger, ist eine Unterart des Tigers, die zu den Festlandsunterarten zählt. Er ist auf dem Indischen Subkontinent verbreitet und wird von der IUCN (International Union for Conservation of Nature and Natural Resources) als stark gefährdet (Endangered) eingestuft. Die gesamte Population wird auf weniger als 2500 Individuen geschätzt. Der Königstiger ist das Nationaltier Indiens und Bangladeschs.

## Etymologie
Der Begriff „Königstiger“ (royal tiger) stammt ursprünglich aus der englischen Jägersprache und bezeichnete keine eigene Unterart, sondern besonders große Exemplare, die begehrte Jagdtrophäen darstellten. Die Bezeichnung ist vergleichbar mit „Zwölfender“, womit im Deutschen ein kapitaler Hirsch mit mächtigem zwölfendigem Geweih und keine eigene Rasse gemeint ist. Diese royal tigers hatten nicht nur eine besonders kontrastreiche Fellfärbung, sondern auch eine sehr regelmäßige Zeichnung der schwarzen Streifen, die nicht unterbrochen waren. Diese Individuen stellten deshalb einen besonderen und sehr seltenen Typ in der Ausbildung des Streifenmusters dar und sind nicht häufig unter den Königstigern anzutreffen. Neben diesen Tieren waren alle anderen Königstiger ganz „gewöhnliche“ Tiger. Die Tiger-Unterart wurde bis dahin einfach „indischer“ beziehungsweise „bengalischer“ Tiger genannt. Die englische Bezeichnung Royal Bengal Tiger („Königlicher Bengal-Tiger“) für den Indischen Tiger allgemein wurde ab 1875 ausgehend von der englischsprachigen Presse in Kalkutta, der damaligen Hauptstadt Britisch-Indiens, popularisiert. Anlass war der mehrmonatige Indien-Besuch des Prince of Wales und späteren Königs Eduard VII., der ein begeisterter Tiger-Jäger war.

## Merkmale
Wissenschaftliche Daten zum Königstiger gelten gemeinhin als sehr fundiert und gesichert. Er stellt, sowohl heute als auch historisch, die zahlenmäßig am weitesten verbreitete wild lebende Subspezies dar. Des Weiteren leben in Menschenobhut, wie in Zoos, Tierparks oder auch Privatbesitz, sehr viele Exemplare.

### Körperbau
Der männliche Königstiger wird, von der Schnauzen- bis zur Schwanzspitze gemessen, zwischen 270 und 310 cm lang, in Ausnahmefällen über 360 cm, die Weibchen erreichen 240–270 cm. Das Gewicht der Männchen liegt zwischen 180 und 300 kg, das der Weibchen zwischen 100 und 180 kg. Die Schulterhöhe beträgt zwischen 90 und 100 cm. Damit ist er nur geringfügig kleiner als der Sibirische Tiger, der die größte Unterart des Tigers repräsentiert. Die Schädelform ist der des Indochinesischen und Malaysia-Tigers sehr ähnlich.
Gegenwärtig messen Wissenschaftler Großkatzen meistens „entlang der Kurven“. Im Durchschnitt weicht die Messmethode bei Löwe und Tiger ca. 10 bis 15 cm von einer „geraden“ Messung ab. Die in der Tabelle angegebenen Werte sind gerade Messungen. Die Anzahl der Stichproben ist mit N gekennzeichnet.
| Merkmal        | Männchen (N=54) | Weibchen (N=11) | Ort (Indien)              | Quelle                  |
| -------------- | --------------- | --------------- | ------------------------- | ----------------------- |
| Kopfrumpflänge | 190 cm          | 166 cm          | Assam, Duars, Cooch Behar | Maharaja of Cooch Behar |
| Gesamtlänge    | 280 cm          | 256 cm          | Assam, Duars, Cooch Behar | Maharaja of Cooch Behar |
| Schulterhöhe   | 100 cm          | 88 cm           | Assam, Duars, Cooch Behar | Maharaja of Cooch Behar |
| Brustumfang    | 129 cm          | 105 cm          | Assam, Duars, Cooch Behar | Maharaja of Cooch Behar |
| Gewicht        | 205 kg          | 141 kg          | Assam, Duars, Cooch Behar | Maharaja of Cooch Behar |

| Merkmal      | Männchen (N=42) | Weibchen (N=39) | Ort (Indien) | Quelle             |
| ------------ | --------------- | --------------- | ------------ | ------------------ |
| Gesamtlänge  | 282 cm          | 254 cm          | Kanha NP     | A.A Dunbar Brander |
| Schulterhöhe | 99 cm           | /               | Kanha NP     | A.A Dunbar Brander |
| Gewicht      | 190,5 kg        | 131,5 kg        | Kanha NP     | A.A Dunbar Brander |

| Merkmal     | Männchen (N=20) | Weibchen (N=8) | Ort (Indien) | Quelle         |
| ----------- | --------------- | -------------- | ------------ | -------------- |
| Gesamtlänge | ca. 285 cm      | ca. 255 cm     | Terai        | John P. Hewett |
| Gewicht     | 200 kg          | 136 kg         | Terai        | John P. Hewett |

### Fell
Die Haarlänge des Königstigers beträgt am Rücken im Sommer 8 bis 15 mm, am Bauch zwischen 20 und 30 mm. Im Nacken weist das Haar keine größeren Unterschiede auf und liegt hier in der Messung bei 20 bis 66 mm. Der Backenbart hat eine Länge von 50 bis 90 mm. Im Winter ist das Fellkleid länger, so dass die Haarlänge am Rücken zwischen 17 und 25 mm beträgt. Auch Nacken- und Backenbarthaare sind im Winter länger als im Sommer, mit einem Unterschied zwischen 5 und 10 mm.
Die Grundfarbe des Fells ist ein leuchtendes Rot-Gold. Die Bauchseite sowie die Beininnenseiten des Tigers sind weiß. Die relativ breiten, schwarzen Querstreifen ziehen sich vom Kopf über den ganzen Körper bis zur Schwanzspitze, und auch die Hinterbeine sind in gleicher Weise gestreift. Häufig sind die Streifen verdoppelt und auf den Seiten und Schenkeln besonders lang. Die Ringe am Schwanz des Tieres sind recht breit und ebenfalls oft verdoppelt. Die Anzahl liegt bei acht oder neun Ringen.

#### Farbvarianten

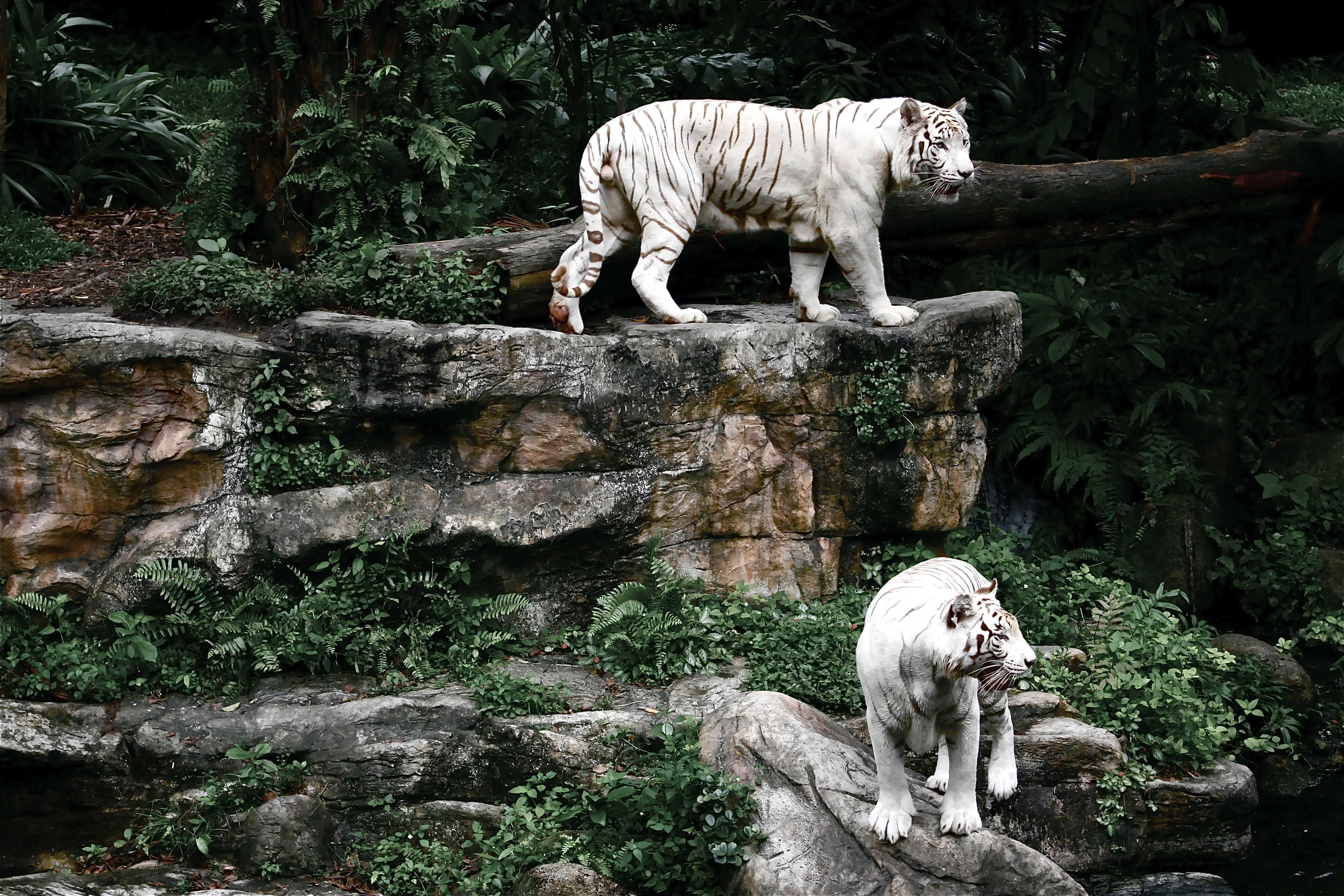
Weiße Bengal-Tiger im Zoo von Singapur

Nur beim Königstiger kommen in der Natur vereinzelt die sogenannten „Weißen Tiger“ vor. Die Tiere sind Halbalbinos (Leuzismus), deren Augen blau anstatt rot sind. Alle in Gefangenschaft lebenden Weißen Tiger gehen auf Tigerkater „Mohan“ zurück, der 1951 als Jungtier während einer Jagd von Martand Singh, dem Maharadscha von Rewa, im Dschungel von Bandhavgarh entdeckt wurde. Singh hielt das Tier zwar in einem goldenen Käfig, gab ihm aber seit Erreichung der Geschlechtsreife stets Gelegenheit sich fortzupflanzen. Alle gezüchteten Weißen Tiger, die seitdem in Zoos der USA, später von Zirkussen und Schaustellern weitergezüchtet wurden, sind Nachkommen von Mohan und einer seiner Töchter, deren Wurf der erste mit Weißen Tigern war. Die heute unter dem Namen „Weißer Tiger“ (weiß mit schwarzen Streifen), „Schneetiger“ (ganz weiß), „Goldener Tiger“ (gelb mit blassen Streifen) usw. bekannten Show-Tiere sind durch Inzucht gezüchtete Farbformen, in die teilweise Sibirische Tiger eingekreuzt wurden; sie stellen keine eigenen Arten dar.
Eine weitere Farbvariante ist die des „Schwarzen Tigers“, von dem ebenso wie von Weißen Tigern in Legenden und in der chinesischen Mythologie berichtet wird. Diese Tiere sind, im Gegensatz zu Leoparden oder Jaguaren, nicht vollständig schwarz gefärbt. Es handelt sich dabei nicht um Melanismus, sondern um eine Überpigmentierung beziehungsweise eine extreme Ausprägung der schwarzen Streifen im Vergleich zur Grundfarbe, die das Tier fast schwarz erscheinen lassen. Eine ähnliche Überpigmentierung findet sich beispielsweise beim Geparden. Hier können die Punkte zu Streifen verschmelzen und er wird dann als „Königsgepard“ bezeichnet. Wie Weiße Tiger stellen auch „Schwarze Tiger“ eine absolute Seltenheit dar.

## Verbreitungsgebiet und Lebensraum

Verbreitungsgebiet des Tigers

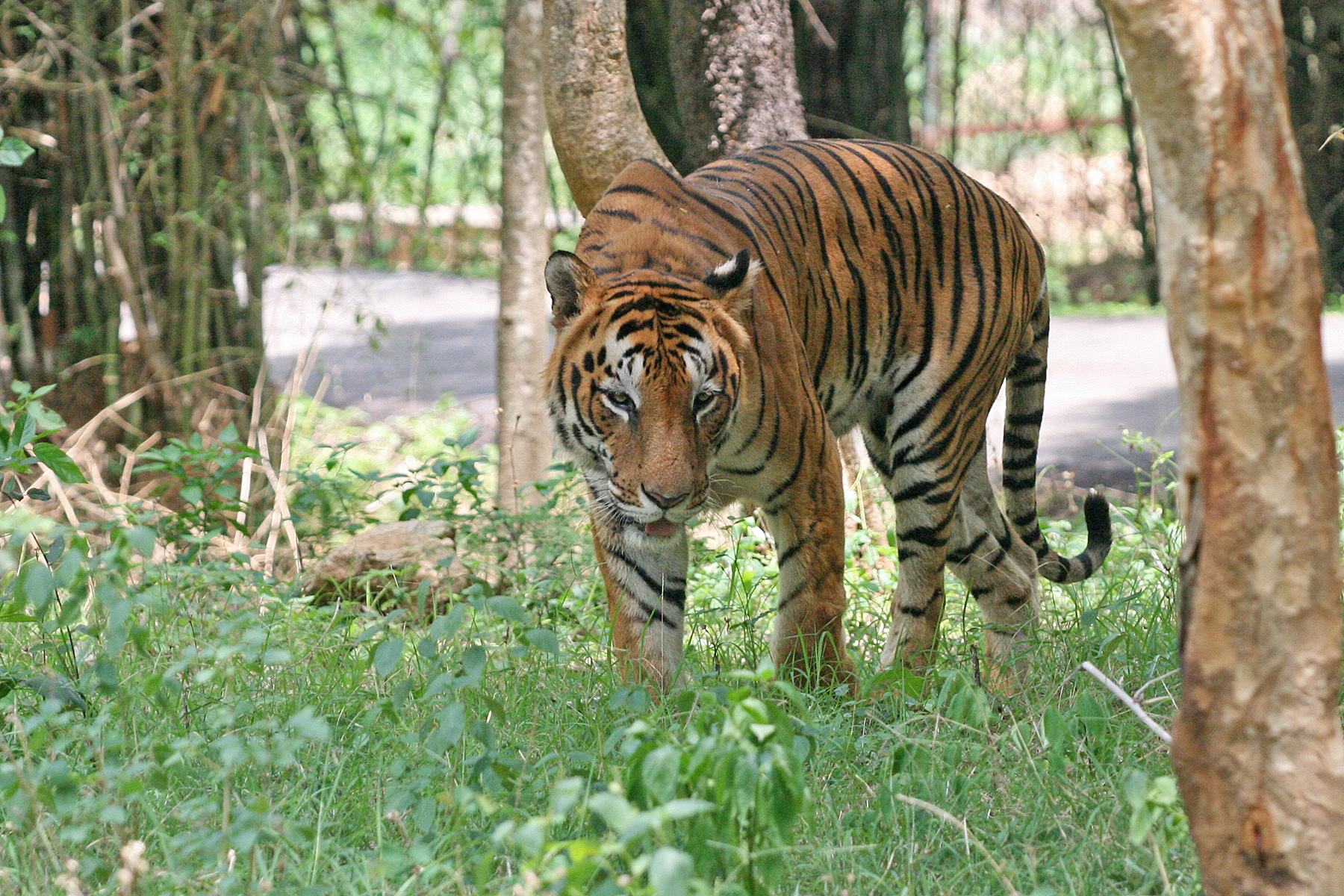
Königstiger im Bannerghatta National Park Bengaluru

Königstiger waren vor einigen Jahrhunderten von Pakistan bis Myanmar über den gesamten Indischen Subkontinent verbreitet. Die meisten Königstiger leben in Indien. Kleinere Populationen kommen in Bangladesch, im Terai Nepals und in Bhutan vor.
Der grundsätzliche Lebensraum des Königstigers ist, wie bei allen Arten Südostasiens, der Dschungel. Wie auch der Jaguar in Mittel- und Südamerika, bevorzugt er dichte Vegetation und die Nähe zu Wasser.

## Lebensweise

### Ernährung
Ein Königstiger benötigt ca. 8 kg Fleisch am Tag. Seine Hauptnahrung sind große Säuger wie Nilgauantilopen, Gaure, Sambarhirsche, Barasinghas, Axishirsche und Wildschweine. Seltener frisst er kleinere Beutetiere wie Affen, Hasen, Kaninchen und Wasservögel. Der Tiger schleicht an seine Beute heran, springt sie an und drückt sie mit den kräftigen Vorderpfoten auf den Boden. Die Weite der Sprünge kann bis zu 6 Meter betragen. Zum Töten beißt er in die Kehle seines Opfers oder bricht dessen Genick durch einen Biss in den Nacken.

### Fortpflanzung und Lebensdauer
Der Königstiger hat eine Tragzeit von 95 bis knapp über 110 Tagen. Ein Tigerweibchen kann zwei bis sechs Junge mit einem Wurf zur Welt bringen, die in den ersten zwei Wochen blind sind und nach frühestens zwei Monaten den gemeinsamen Unterschlupf verlassen. Die Entwicklung entspricht der anderer Unterarten. Die Lebensdauer eines Königstigers beträgt in freier Wildbahn bis zu 17 Jahre, in Gefangenschaft können einzelne Exemplare über 20 Jahre alt werden.

## Königstiger und Mensch
Der Tiger meidet den Menschen, kommt ihm jedoch näher, wenn der Mensch mehr Land für sich in Form von landwirtschaftlicher Nutzung wie Ackerbau oder Viehwirtschaft beansprucht. Eine weitere Bedrohung des Lebensraumes ist die Rodung der Wälder, die dem Tiger und seinen Beutetieren die Rückzugsgebiete und bisher natürlichen Lebensraum nehmen. Ein gesunder Tiger greift einen Menschen nur dann an, wenn beispielsweise ein Tigerweibchen Jungtiere hat, die es beschützen muss, oder wenn sich das Tier bedrängt sieht und sich verteidigen muss.
Grundsätzlich gehören Menschen nicht zum Beutespektrum von Tigern. Trotzdem kommt es immer wieder zu Angriffen auf Menschen, und manche Tiger werden aus unbekannten Gründen zu spezialisierten „Menschenfressern“. Wie bei allen Tigerunterarten wird auch der Königstiger wegen Altersschwäche, Krankheit oder gravierender Verletzungen zum Menschenjäger, wenn er seine reguläre Beute aufgrund von physischen Beeinträchtigungen nicht mehr erlegen kann. Von gezielten, aggressiven Angriffen gegen den Menschen gibt es keine Berichte. Tiger dringen allerdings nie in menschliche Siedlungen ein, um vorsätzlich menschliche Beute zu machen. Sie töten Menschen, die in den Dschungel, das Revier des Tigers, eindringen, wie etwa Holzfäller, Bauarbeiter oder Honigsammler. Zudem ähnelt die gebückte Haltung von Arbeitern dem Aussehen von „Vierbeinern“, die die Beute des Tigers darstellen und somit einen weiteren Anreiz zur Jagd bieten. In manchen Gegenden ist es deshalb üblich, dass Menschen, die ihr Dorf verlassen, eine Maske mit menschlichem Gesicht auf dem Hinterkopf tragen, da Tiger von hinten angreifen. Diese Vorsichtsmaßnahme hat sich als sehr hilfreich erwiesen.
Eine besonders hohe Dichte an menschlichen Opfern ist in den Mangrovenwäldern Sundarbans auffällig. Dem Königstiger der Sundarbans wird eine besondere Aggressivität zugesprochen, die bisher nicht geklärt ist.

## Bestand und Schutz

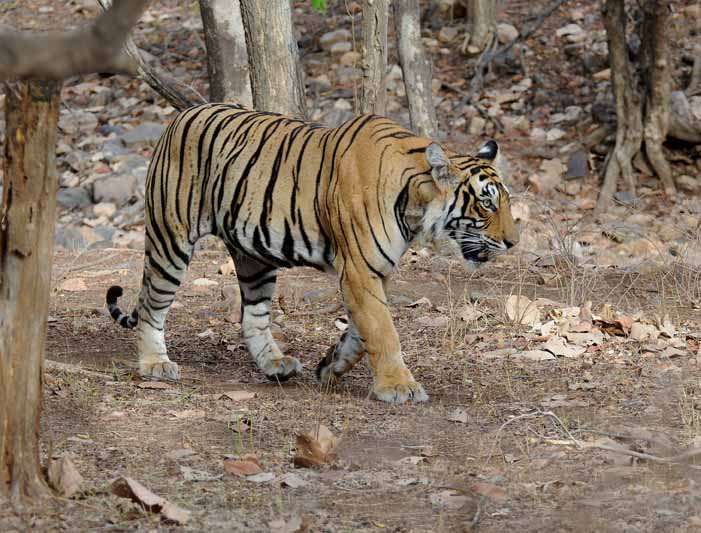
Königstiger im Ranthambhore-Nationalpark

1930 wurde der Gesamtbestand des Königstigers in Britisch-Indien, was auch Pakistan und Bangladesch umfasste, auf insgesamt 40.000 Exemplare geschätzt. Innerhalb von dreißig Jahren wurden allein in Indien 30.000 Tiger getötet.
Obwohl der Königstiger von allen Unterarten des Tigers 2013 noch den größten Bestand aufweist, ist dieser ebenfalls aufgrund anhaltender Wilderei, auch in den ausgewiesenen Schutzgebieten, fortschreitendem Habitatverlust und Beutemangel weiterhin stark rückläufig. Trotz Schutzmaßnahmen nehmen die Bestände in allen Ländern, in denen der Königstiger beheimatet ist, weiter ab und die IUCN listet den Königstiger weiterhin als gefährdet (Endangered).

### Indien
Die ehemalige indische Premierministerin Indira Gandhi setzte sich sehr für den Schutz der wilden Tiere Indiens, insbesondere aber den Tiger, ein:

„Unsere eigenen Anstrengungen zur Rettung der Naturschätze Indiens konzentrieren sich auf den Tiger. Welch anderes Tier kann so wie er in der Verschmelzung von Eleganz und Stärke unsere Phantasie entflammen; so spektakulär das Unersetzliche symbolisieren! Der Tiger hat unter dem Menschen schwer gelitten. Er wurde gejagt und grausam verfolgt. Sein Lebensraum wurde stark beschnitten. Heute steht er am Rande der Ausrottung.“

Der Abschuss von Königstigern ist in Indien seit 1970 gesetzlich verboten. Ebenso der Handel und die Ausfuhr mit Tigerfellen. 1972 war der gesamte Tigerbestand Indiens extrem dezimiert. Auf Initiative von Kailash Sankhala fand in diesem Jahr die erste landesweite Tigerzählung statt und brachte ein Ergebnis von 1827 Tieren. Der sogenannte „Tiger-Zensus“ wird von der Regierung durchgeführt und ist gesetzlich verankert. Das Gesetz sieht eine Zählung in den Reservaten alle zwei und alle vier Jahre landesweit vor. Verschärfte Gesetze zum Schutz des Tigers und das 1973 von Sankhala gegründete Project Tiger verhalfen der Gesamtpopulation des Königstigers wieder zu einem höheren Bestand, so dass 1979 um die 4000 Tiger gezählt werden konnten. Die Zahlen waren dennoch weiterhin schwankend. 1984 waren es knapp 3000, 1989 rund 4300 und 1993 um die 3700 Individuen.
In Indien wurden in der Vergangenheit Populationszählungen auf der Basis von Fußabdrücken durchgeführt, eine Methode, die als inakkurat und unzureichend kritisiert wurde. Nach Schätzungen, die auf dieser Methode beruhten, gab es in Indien 3642 Individuen im Jahr 2002. Zu dieser Zeit nahm die Anzahl der Tiger stark ab; ein wichtiger Faktor war dabei wohl der illegale Handel mit Tigerfellen nach Tibet.
2008 wurden in Indien zum ersten Mal Kamerafallen und geographische Informationssysteme eingesetzt, um die Größe der indischen Populationen in geschützten Gebieten zu ermitteln. Anhand dieser Daten wurde die gesamte Population auf 1165 bis 1657 Individuen geschätzt, die älter als 18 Monate waren. 2011 wurde die Population auf 1520 bis 1909 Individuen geschätzt. Demnach zeigen die Ausweisung von Tiger-Schutzgebieten sowie die Bekämpfung der Wilderei positive Effekte.

### Bangladesch
1972 lebten in Bangladesch noch ungefähr 100 Königstiger. Schätzungen aus dem Jahr 2004 verzeichnen einen geschätzten Anstieg zwischen 200 und 419 Individuen. Die meisten davon leben in den Mangrovenwäldern der Sundarbans und einige wenige im Nordosten des Landes.

### Nepal
In Nepal gibt es drei Populationen, die durch landwirtschaftlich genutzte Flächen und dicht besiedelte Gebiete isoliert sind. Die größte Population lebt im Chitwan-Nationalpark und im benachbarten Parsa-Wildreservat, die zusammen eine Fläche von 2543 km² Primärwald einnehmen. Diese Population ist isoliert von einem Bestand, der weiter westlich lebt, im Bardia-Nationalpark und in daran angrenzenden ungeschützten Gebieten. Die kleinste Population lebt im Sukla Phanta-Wildreservat im äußersten Südwesten Nepals. Im Jahr 2010 wurden diese drei Populationen auf 124 bis 229 Individuen geschätzt.

### Bhutan
In Bhutan wurden im Jahr 2015 der Bestand mit 103 Tieren angegeben.

### Pakistan
In Pakistan ist der Tiger seit 1886 ausgerottet. Allerdings existieren Pläne, ihn im Kirthar-Nationalpark wieder anzusiedeln.

## Filme
- Zwei Brüder – Zwei junge Bengaltiger-Brüder werden im Kindesalter bei ihrer Flucht vor Jägern im Dschungel getrennt. Jahre später treffen sie als Tiger wieder aufeinander, die in einer Arena gegeneinander kämpfen sollen.
- Natural Killers Tiger der Sümpfe – Mike Herd filmte sechs Monate den Königstiger in Bangladesh.
- Tigerspuren – Broken Tail bricht aus – Colin Stafford-Johnson verfolgt die Spuren eines Königstigers auf Wanderschaft durch Indien. (Indien, Irland, 2009)
- Life of Pi: Schiffbruch mit Tiger – Nach einem Schiffbruch im Pazifischen Ozean muss der Inder Piscine Molitor Patel, genannt Pi, zusammen mit dem Bengaltiger „Richard Parker“ auf einem Rettungsboot überleben.